# Кара-Марковићи
Кара-Марковићи су породица војводе рујанске кнежине ужичке нахије Николе Кара-Марковића из Луњевице, рудничка нахија и Саре Карађорђевић, Карађорђеве кћерке.

### Војвода Никола Кара-Марковић
Војвода рујанске кнежине ужичке нахије Никола Кара-Марковић, родом из Луњевице, имао је са Саром Карађорђевић, Карађорђевом кћерком кћерку јединицу Катарину.
Војвода Никола Кара-Марковић умро је у Хотину у Русији, Бесарабији 1817.
После смрти војводе Николе Кара-Марковића 1817, његова жена Сара Кара-Марковић, Карађорђева кћерка удала се за Теодора Тошу Бојанића, у то време бившег барјактара војводе Луке Лазаравића.

### Војвода Јоксим Кара-Марковић
Брат рујанског војводе Николе Кара-Марковића, војвода ужичког града (од 1813) Јоксим Кара-Марковић, погинуо је на Равњу, Засавици 1813.

### Коча Дука Пешика
Катарина-Катица Кара-Марковић (1815), кћерка војводе Николе Кара-Марковића и Саре Карађорђевић удала се 1835. за Константина (Косту, Кочу) Дуку-Пешику из Београда. Коча Дука Пешика често је боравио на двору кнеза Александра Карађорђевића, који је био ујак његове жене Катарине Пешика, рођ. Кара-Марковић.
Породица Пешика је цинцарског порекла. Звала се Дука Пешика, касније само Пешика. Дошла је у Београд из Клисуре 1790. године. Њихови сродници у Бугарској су узели презиме Пешиков. Почели су да славе крсну славу Св. Јована и Св. Димитрија у првој половини XIX века. Имали су трговачке филијале у Трсту од 1840..
Катица и Коста су имали четворо деце: Сара, Александар, Никола и Димитрије.
Било је више официра и чиновника из породице Пешика.
Има потомства.

### Александар К. Пешика
Александар К. Пешика, чиновник (1872 у суду вароши Београда).

### Димитрије К. Пешика
Димитрије Пешика је имао две ћерке, Ану и Даницу. Имао је и сина Настаса, Даници је он био брат по оцу.
Даница (1866-1932) се 1881. удала за Косту Јорговића и са њим родила троје деце: Спасоје (1882, умро као беба), Софија (1885-1911) и Зорка (1883-1921). Као удовица, Даница се 1890. удала за Александра Немањића (1868-1920), железничког службеника. Имали су троје деце: Велимир (1892-1964), Олга (1895-1981) и Милица (1901-1965). Даницини потомци су:
- Софија је удата Јунгић, имала је сина Драгослава (рођен 1901).
- Велимир Немањић, официр, оженио се 1921. Радмилом, ћерком Јована и Пеладије Николић. Њихов син је социолог Милош Немањић (1932-2016). Милош је у браку са Јелисаветом (1944) имао синове Дејана (1965) и Велимира (1972) и кћер Јелену (1973). Од њих имају унуке: Вука (1996), Александра (2000), Андрију (2002), Филипа (2003), Софију (2004), Богдана (2008) и Милу (2012).
- Олга, ћерка Александра и Данице Немањић, није се удавала ни имала деце.
- Милица се удала за Ђорђа Витолића (1895-1957), банкарског чиновника. Њихови си синови Драгослав (1922-1945) и Илија (1930-1996), сликар и вајар. Илија је био ожењен Кристином.

### Јован Д. Пешика
Јован Д. Пешика, члан Главне контроле (1894).

### Сродство
Кара-Марковићи и Пешике су у сродству са Карађорђевићима, Бојанићима, Пљакићима, Богатинчевићима, Николајевићима, Чарапићима, Леко, Кики и др.